# Edgar Schmitt
Edgar Schmitt (ur. 29 kwietnia 1963 w Rittersdorfie) – niemiecki piłkarz występujący na pozycji napastnika. Trener piłkarski.

## Kariera
Schmitt karierę rozpoczynał w zespole FC Bitburg. W 1986 roku przeszedł do FSV Salmrohr z 2. Bundesligi. Spędził tam sezon 1986/1987, a potem odszedł do innego drugoligowca, 1. FC Saarbrücken. Również tam grał przez jeden sezon. Następnie, przez trzy sezony występował w Eintrachcie Trewir, grającym w Oberlidze.
W 1991 roku Schmitt został graczem pierwszoligowego Eintrachtu Frankfurt. W Bundeslidze zadebiutował 13 sierpnia 1991 w przegranym 1:2 meczu z Dynamem Drezno. 24 października 1992 w zremisowanym 2:2 pojedynku z Bayerem 04 Leverkusen strzelił pierwszego gola w Bundeslidze. W sezonach 1991/1992 oraz 1992/1993 wraz z Eintrachtem zajął 3. miejsce w Bundeslidze.
W 1993 roku Schmitt odszedł do innego pierwszoligowca, Karlsruher SC. W sezonie 1993/1994 dotarł z nim do półfinału Pucharu UEFA, a sam został królem strzelców tamtej edycji rozgrywek. W sezonie 1995/1996 wraz z zespołem dotarł zaś do finału Pucharu Niemiec. W KSC grał do połowy sezonu 1997/1998.
W 1998 roku odszedł do drugoligowej Fortuny Kolonia. W 1998 roku zakończył tam karierę.